# Смит, Уильям Генри (1825—1891)
Уильям Генри Смит (24 июня 1825, Лондон — 6 октября 1891, Уолмер, Кент) — английский государственный деятель.
На парламентских выборах 1868 г. ему удалось, как кандидату консервативной партии, взять верх над Дж. Стюартом Миллем. В первом кабинете Дизраэли Смит был первым лордом адмиралтейства. В 1885 г. принял портфель военного министра в кабинете Солсбери, а в 1886 г. сделался первым лордом казначейства и вождем консерваторов в нижней палате.